# Панофский, Вольфганг
Вольфганг Курт Герман Панофский (англ. Wolfgang Kurt Hermann Panofsky; 24 апреля 1919 — 24 сентября 2007) — американский физик, специалист в области ядерной физики, физики высоких энергий, физики ускорителей.
С 1961 по 1984 годы возглавлял Национальную ускорительную лабораторию SLAC.
Член Национальной академии наук США (1954), иностранный член Академии наук СССР (1988; с 1991 — Российской академии наук), Французской академии наук (1989), Китайской академии наук (2002).

## Биография
Сын искусствоведов Эрвина Панофского и Доры Панофской (урождённой Моссе, 1885—1965). Внук юриста Альберта Моссе (1846—1925). Родился в Берлине в 1919 году, через год с родителями переехал в Гамбург. С приходом к власти нацистов и ростом антисемитских настроений, в 1934 году семья эмигрировала в США. Окончил Принстонский университет в 1938 году, где друзья придумали ему прозвище «Pief», закрепившееся за ним на всю жизнь. Далее работал в Калтехе, где защитился в 1942 году. Примерно в это время получил американское гражданство.
С 1945 года работал в Калифорнийском университете в Беркли по приглашению Луиса Альвареса. С 1951 года занимал позицию профессора в Стэнфордском университете. С 1961 по 1984 годы был директором лаборатории SLAC, где продолжал активно работать и после ухода с руководящего поста, вплоть до последних дней жизни.
Именем Панофского названа улица на территории Института перспективных исследований в Принстоне, Нью-Джерси и Премия Панофского вручаемая с 1988 года Американским физическим обществом.

## Награды
- 1959 — Стипендия Гуггенхайма[7]
- 1961 — Премия Эрнеста Лоуренса
- 1963 — Премия памяти Рихтмайера
- 1969 — Национальная научная медаль США
- 1970 — Медаль Франклина
- 1973 — Стипендия Гуггенхайма
- 1978 — Премия Энрико Ферми
- 1982 — Премия Лео Силарда
- 1996 — Медаль Маттеуччи